# Jacques Maghoma
Jacques Ilonda Maghoma (Lubumbashi, 23 ottobre 1987) è un ex calciatore congolese (Repubblica Democratica del Congo), di ruolo centrocampista.

## Carriera

### Club
Ha giocato nella seconda divisione inglese con Sheffield Weds e Birmingham City e nella prima divisione indiana con l'East Bengal.

### Nazionale
Ha partecipato alla Coppa d'Africa del 2017 ed a quella del 2019. Tra il 2010 ed il 2019 ha giocato complessivamente 25 partite in nazionale.